# Блонд, Никки
Никки Блонд (англ. Nikky Blond), настоящее имя — Марианна Пропстне (венг. Propsztné Marianna; 9 марта 1981, Будапешт — 13 июля 2023), урождённая Марианна Шиман (венг. Simán Marianna) — венгерская порноактриса, длительное время жившая в Кишварде. Также известна под псевдонимами: Nikki Blond, Nikky Blonde, Nicky Blond, Nicki Blonde, Niki Blonde, Marianna, Marianna Gray, Marie Anne.

## Биография и карьера
Начав работу в порноиндустрии в 1999 году в возрасте 18 лет, в США она быстро сделала карьеру и получила несколько наград, снявшись с тех пор более чем в 100 фильмах, в большинстве случаев снималась со своим мужем Ренато, бразильским порноактером.
Она многократно снималась для обложки глянцевых изданий Ninn Worx Майкла Нинна. Её можно увидеть в фильмах производства студий и компаний Toxxxic, Sinister, Ninn Worx, Evil Angel Productions, H2 Video, Metro, Hustler, New Sensation, Elegant Angel, Platinum X, Smash Pictures, Private Media Group и Colossal Entertainment, а также в работах Пьера Вудмана.

## Фильмография (выборочная)
| - 2008: Carolina Jones and the Broken Covenant - 2007: Private: X-Girls: The Lost X-Teens (V) - 2007: Victory Over De-Feet (V) - 2006: Cum Hungry Leave Full 2 (V) - 2006: All Star Strip Poker (VG) - 2006: Pop 6 (V) - 2005: Pipeline Riders (V) - 2005: Catherine (V) - 2005: Private X-treme 18: Eurobabes Take It to the Xtreme (V) - 2005: 2 on 1 #21 (V) - 2005: Babelicious (V) | - 2005: Cum on My Face 2 (V) - 2005: Fragile 2: Reflections (V) - 2005: Fresh Euro Teens (V) - 2005: Nasty Girls 32 (V) - 2005: Passion (V) - 2005: The Private Story of Nikky Blond (V) - 2005: Робинзон Крузо на острове греха (V) - 2005: Soloerotica 6 (V) - 2004: All Sex 3 (V) - 2004: Anal Dreams (V) - 2004: Ass Angels 3 (V) - 2004: Ass Pounders 2 (V) |

## Премии и номинации
| Год  | Церемония   | Категория                               | Работа | Результат |
| ---- | ----------- | --------------------------------------- | ------ | --------- |
| 2004 | Venus Award | Лучшая актриса (Венгрия)                |        | Победа    |
| 2008 | AVN Award   | Лучшая иностранная исполнительница года |        | Номинация |